# Край тьмы (фильм, 1943)
«Край тьмы» (англ. Edge of Darkness) — художественный фильм режиссёра Льюиса Майлстоуна по одноимённому роману Уильяма Вудса.

## Сюжет
Вторая мировая война, уже два года как в Норвегию вторглись фашисты. В маленькой рыбацкой деревушке расположена штаб-квартира немецкой армии с казармами солдат. Местные жители хотят поднять восстание, но ждут поставки оружия из Англии. Их лидер, Карен Стенсард, пытается поднять жителей, но не все уверены в эффективности такого восстания. Многие знают о жестокости нацистов.

## В ролях
- Эррол Флинн — Гуннар Брогге
- Энн Шеридан — Карен Стенсгард
- Уолтер Хьюстон — доктор Мартин Стенсгард
- Нэнси Коулмэн — Катя
- Джудит Андерсон — Герд Бьярнесен
- Рут Гордон — Анна Стенсгард
- Джон Бил — Йоханн Стенсгард
- Моррис Карновски — Секстус Андресен
- Чарльз Дингл — Каспар Торгерсон
- Арт Смит — Кнут Остерхольм
- Фрэнк Уилкокс — Дженсен (в титрах не указан)
- Вирджиния Кристин — Хульда (в титрах не указана)
- Хелен Тимиг — миссис Фрида Малкен (в титрах не указана)
- Курт Кройгер — немецкий лётчик (в титрах не указан)

### Даты премьер
Даты приведены в соответствии с данными IMDb.
- США — 9 апреля 1943 (премьерный показ в Нью-Йорке)
- США — 24 апреля 1943
- Турция — 1945
- Швеция — 11 июня 1945
- Финляндия — 21 октября 1945
- Дания — 14 января 1946
- Франция — 10 июня 1949
- ФРГ — 1977